# Joana Maria Seguí i Pons
Joana Maria Seguí Pons (Ciutadella de Menorca, Illes Balears, 9 de desembre, 1956) és una geògrafa i política menorquina, diputada al Parlament de les Illes Balears en la VI Legislatura.
El 1987 es doctorà en geografia i el 2001 esdevingué catedràtica de Geografia Humana de la Universitat de les Illes Balears. En 2005-2006 fou professora visitant del Departament de Geografia de la Universitat del Quebec a Montréal, investigant els sistemes de transports, transports i turisme i xarxes de la informació i territori. Fou escollida diputada per Mallorca les eleccions al Parlament de les Illes Balears de 2003 dins els llistes del PSIB-PSOE. Activitat que exercí fins al juliol del 2004
En desembre de 2014 fou nomenada vicerectora de Projecció Cultural i Universitat Oberta de la Universitat de les Illes Balears. Des del 2017 és membre numerari de l'Institut d'Estudis Catalans, de la Secció de Filosofia i Ciències Socials.

## Obres
- Geografía de los transportes amb Maria Rosa Martínez Reynés. Universitat de les Illes Balears, 2004. ISBN 84-7632-879-6
- Prácticas de análisis espacial amb Agustín Gámir Orueta i Mauricio Ruiz Pérez. Oikos-Tau, 1995. ISBN 84-281-0853-6
- Geografía de redes y sistemas de transporte amb Joana Maria Petrus Bey. Síntesis, 1991. ISBN 84-7738-107-0
- Geografía humana de las Islas Baleares amb Climent Picornell Bauzà. Oikos-Tau, 1989. ISBN 84-281-0669-X